# Academia Arqueológica y Geográfica del Príncipe Alfonso
Academia Arqueológica y Geográfica del Príncipe Alfonso fue uno de los muchos nombres de una sociedad científica, fundada en España en 1837, dedicada al estudio de la arqueología, arte, paleografía, filología, historia, geografía o numismática, entre otras materias.
Esta academia tuvo su origen en la primigenia «Sociedad Numismática Matritense», fundada en 1837, que cambió de nombre al año siguiente a «Sociedad Arqueológica Matritense», y en 1839 a «Sociedad Arqueológica Matritense y Central de España y sus colonias». A lo largo de su historia entraría en competencia con la Real Academia de la Historia. Hacia 1844 pasó a ser «Academia Española de Arqueología» para, en 1863, obtener su nombre definitivo de «Real Academia Arqueológica y Geográfica del Príncipe Alfonso». Sin embargo, tras la Revolución de 1868 y la caída de la monarquía isabelina, la academia sería suprimida por orden de Manuel Ruiz Zorrilla.
Fundada en origen por Basilio Sebastián Castellanos de Losada, Pedro González Mate, Francisco Bermúdez de Sotomayor y Nicolás Fernández, entre sus académicos de número se encontraron nombres como los de Francisco Otín y Duaso y José María Avrial y Flores, así como Pascual de Gayangos de correspondiente en Londres. A partir de 1863 pasó a ser dirigida por Sebastián Gabriel de Borbón y Braganza.